# 拉科塔 (北达科他州)
拉科塔（英語：Lakota），是美国北达科他州下属的一座城市。根据2010年美国人口普查，该市有人口672人。2011年估计该市有人口656人，相对于2010年，增长率为?2.38%。